# Јабланица (планина)
Јабланица је планина у Северној Македонији, 14 km северозападно од Охридског језера и града Струге, на граници са Албанијом. Највиши врх је Црни камен (2.257 m), а остали врхови су: Стрижек (2.233 m), Чума (2.125 m), Беличко бачило (1.950 m), Три шилка (1.644 m) и Рајца (1.234 m). Највећим делом је састављена од кристаластих кречњака и шкриљаца, а спорадично има и серпентина. Глацијацијом су били захваћени њени највиши врхови. У северном делу долина Лаквице, леве притоке Црног Дрима, одваја Јабланицу од планине Радуч (2.083 m). У јужном делу Јабланице налази се ниско седло Ћафа-сан (931 m), које је одваја од Мокре горе на југу. На селу је државни гранични прелаз за Албанију. Источним падинама северног дела Јабланице пружају се области струшког и дебарског Дримкола, а северозападно од њих, већим делом у Албанији, налази се македонска етничка област Голо Брдо. До планине може да се дође преко села Вевчани које се налази у подножју планине.
И Иван Јастребов ову планину наводи као границу Албаније и Северне Македоније: Треба узети да је почетак границе између Северне Македоније и Албаније на планини Јабланици.